# Liste der Kulturdenkmäler in Rhodt unter Rietburg
In der Liste der Kulturdenkmäler in Rhodt unter Rietburg sind alle Kulturdenkmäler der rheinland-pfälzischen Ortsgemeinde Rhodt unter Rietburg aufgeführt. Grundlage ist die Denkmalliste des Landes Rheinland-Pfalz (Stand: 14. August 2023).

## Denkmalzonen
| Bezeichnung                     | Lage | Baujahr                     | Beschreibung | Bild                           |
| ------------------------------- | --- | --------------------------- | --- | ------------------------------ |
| Denkmalzone ehemaliger Friedhof | Mühlgasse Lage | 1581                        | jetzt Weingarten; Renaissance-Torbogen bezeichnet 1581 (Engel mit Wappen, ausführliche Inschrift), alte Friedhofsmauer mit gerundeten Deckplatten (Bild) | weitere Bilder Fotos hochladen |
| Denkmalzone Friedhof            | Mühlgasse Lage | 19. und 20. Jahrhundert     | mehrere Grabmäler des 19. und 20. Jahrhunderts: - Grabmal für Elise Steigelmann (1863–1871), Kindergrabmal mit Engelsfigur (Bild); - Grabmal Eheleute Philipp Jacob Seitz (1822–1893), reich skulptierte gründerzeitliche Ädikula (Bild); - Grabmal Eva Katharina (1822–1889) und Gutsbesitzer Wilhelm Heinrich Wamdsganz (1812–1888), antikische Ädikula mit Urnenaufsatz, Fotomedaillons; - Grabanlage für zehn Jungmädel, Findling sowie zehn Grabsteine, bezeichnet 1937 (Bild) | weitere Bilder Fotos hochladen |
| Denkmalzone Ortskern            | Edesheimer Straße 2–20, Herrengasse 1–15, 17–19 und 23–30, Mühlgasse 1–7, Neugasse 2a, Theresienstraße 1–114 (ohne Nr. 80a und 87a), Turnstraße 20, Weinstraße 2–86 (gerade Nrn.) und 3–99 (ungerade Nrn.), Weyherer Straße 1–10 Lage |                             | Das historische Ortsbild eines vorderpfälzischen Winzerdorfes hat sich in weiten Zügen bewahrt. Die Wohnhäuser, darunter viele mit Fachwerkpartien, stammen meist aus dem 18. oder 19. Jahrhundert, oft mit Walm- oder Krüppelwalmdächern. Zahlreiche Torbögen, besonders aus dem 16. oder vom Anfang des 17. Jahrhunderts | Fotos hochladen                |
| Denkmalzone Burgruine Rietburg  | westlich des Ortes Lage | Anfang des 13. Jahrhunderts | Gründung der Herren von Riet am Anfang des 13. Jahrhunderts, 1255 Reichsburg, im Dreißigjährigen Krieg zerstört; trapezförmiger Bering; erhöhte Hauptburg mit mächtiger Buckelquader-Schildmauer, 13. Jahrhundert; Burggaststätte, 1950er Jahre, Quaderbau samt Ausstattung; bauliche Gesamtanlage | weitere Bilder Fotos hochladen |

## Einzeldenkmäler
| Bezeichnung                 | Lage                                         | Baujahr                              | Beschreibung | Bild                           |
| --------------------------- | -------------------------------------------- | ------------------------------------ | --- | ------------------------------ |
| Torbogen                    | Edesheimer Straße, an Nr. 2 Lage             | 1601                                 | Renaissance-Torbogen, bezeichnet 1601 | Fotos hochladen                |
| Wohnhaus                    | Edesheimer Straße 4 Lage                     | 18. Jahrhundert                      | barocker Walmdachbau, 18. Jahrhundert; Torbogen mit Nebenpforte, bezeichnet 1745 | weitere Bilder Fotos hochladen |
| Torbogen                    | Edesheimer Straße, an Nr. 11 Lage            | 161[x]                               | Renaissance-Torbogen, bezeichnet 161[x] (Bild) | weitere Bilder Fotos hochladen |
| Hofanlage                   | Edesheimer Straße 12 Lage                    | 18. oder Anfang des 19. Jahrhunderts | Hofanlage; barocker Mansardwalmdachbau über Hochkeller, 18. oder Anfang des 19. Jahrhunderts | Fotos hochladen                |
| Torbogen                    | Edesheimer Straße, an Nr. 13 Lage            | 1605                                 | Renaissance-Torbogen, bezeichnet 1605 | Fotos hochladen                |
| Protestantische Pfarrkirche | Herrengasse 1 Lage                           | ab 1481                              | ehemalige lutherische Kirche; pilastergegliederter Saalbau, 1720–22, spätgotischer Westturm, bezeichnet 1481, Treppenturm 1606 | weitere Bilder Fotos hochladen |
| Wohnhaus                    | Herrengasse 2 Lage                           | 1596                                 | Wohnhaus mit Renaissance-Torbogen, bezeichnet 1596, Umbau im 18. oder am Anfang des 19. Jahrhunderts | Fotos hochladen                |
| Wohnhaus                    | Herrengasse 12 Lage                          | 1707                                 | eingeschossiges Fachwerkhaus über Hochkeller, teilweise massiv, bezeichnet 1707 | Fotos hochladen                |
| Hofanlage                   | Herrengasse 14 Lage                          | 1568                                 | Hofanlage; barockes Fachwerkhaus, teilweise massiv, verputzt, Walmdach; ehemalige Dreherei; Wirtschaftsgebäude, bezeichnet 1568 | Fotos hochladen                |
| Protestantischer Pfarrhof   | Herrengasse 16 Lage                          | 1750                                 | spätbarocker Walmdachbau, bezeichnet 1750, Torbogen mit Nebenpforte, bezeichnet 1751 (Bild) | weitere Bilder Fotos hochladen |
| Torbogen                    | Herrengasse, an Nr. 26 Lage                  | 1627                                 | Renaissance-Hoftorbogen, im Schlussstein und an der Nebenpforte bezeichnet 1627 (Bild); daneben am Wohnhaus gekuppeltes Fenster, bezeichnet 1624 | weitere Bilder Fotos hochladen |
| Wohnhaus                    | Herrengasse 30 Lage                          | 17. oder 18. Jahrhundert             | schmalbrüstiges Wohnhaus, teilweise Fachwerk, 17. oder 18. Jahrhundert, Renaissance-Torbogen, bezeichnet 1598 (Bild) | weitere Bilder Fotos hochladen |
| Torbogen                    | Mühlgasse, an Nr. 3 Lage                     | 16. Jahrhundert                      | spätgotischer Torbogen mit Nebenpforte, 16. Jahrhundert | Fotos hochladen                |
| Torbogen                    | Mühlgasse, an Nr. 4 Lage                     | 1600                                 | Renaissance-Torbogen bezeichnet 1600 (Bild) | weitere Bilder Fotos hochladen |
| Wohnhaus                    | Theresienstraße 1 Lage                       | um 1800                              | stattlicher klassizistischer Walmdachbau, um 1800, Torbogen bezeichnet 1804 | Fotos hochladen                |
| Torbogen                    | Theresienstraße, an Nr. 4 Lage               | 1767                                 | spätbarocker Torbogen mit Nebenpforte, bezeichnet 1767 (Bild) | weitere Bilder Fotos hochladen |
| Torbogen                    | Theresienstraße, an Nr. 5 Lage               | 1558                                 | spätgotischer Torbogen (Bild), bezeichnet 1558, Nebenpforte bezeichnet 15[17] (ergänzt; Bild) | weitere Bilder Fotos hochladen |
| Wohnhaus                    | Theresienstraße 7 Lage                       | 18. Jahrhundert                      | barockes Fachwerkhaus, teilweise massiv, 18. Jahrhundert, Torbogen bezeichnet 1594 (Bild) | weitere Bilder Fotos hochladen |
| Torbogen                    | Theresienstraße, an Nr. 10 Lage              | 1605                                 | Torbogen, bezeichnet 1605 (Bild) | weitere Bilder Fotos hochladen |
| Torbogen                    | Theresienstraße, an Nr. 11 Lage              | 1750                                 | barocker Torbogen, bezeichnet 1750 (Bild) | weitere Bilder Fotos hochladen |
| Torbogen                    | Theresienstraße, an Nr. 12 Lage              | 1579                                 | Renaissance-Torbogen, bezeichnet 1579 | Fotos hochladen                |
| Torbogen                    | Theresienstraße, an Nr. 13 Lage              | 1597                                 | Renaissance-Torbogen, bezeichnet 1597 (Bild) | weitere Bilder Fotos hochladen |
| Hofanlage                   | Theresienstraße 14 Lage                      | erste Hälfte des 19. Jahrhunderts    | klassizistische Hofanlage, erste Hälfte des 19. Jahrhunderts; Walmdachbau | Fotos hochladen                |
| Torbogen                    | Theresienstraße, an Nr. 16 Lage              | 1719                                 | barocker Torbogen, bezeichnet 1719 | Fotos hochladen                |
| Torbogen                    | Theresienstraße, an Nr. 23/24 Lage           | 1577                                 | Renaissance-Torbogen, bezeichnet 1577 | Fotos hochladen                |
| Spolie                      | Theresienstraße, an Nr. 25 Lage              | 18. Jahrhundert                      | barocker Inschriftstein, 18. Jahrhundert (Bild) | weitere Bilder Fotos hochladen |
| Torbogen                    | Theresienstraße, an Nr. 29 Lage              | um 1600                              | Renaissance-Torbogen, um 1600 | Fotos hochladen                |
| Torbogen                    | Theresienstraße, an Nr. 32/33 Lage           | um 1600                              | Renaissance-Torbogen mit Nebenpforte, um 1600 | Fotos hochladen                |
| Wohnhaus                    | Theresienstraße 43 Lage                      | 1699                                 | barockes Fachwerkhaus, teilweise massiv (Bild), bezeichnet 1699; Torbogen bezeichnet 1781 (renoviert) | weitere Bilder Fotos hochladen |
| Torbogen                    | Theresienstraße, an Nr. 45 Lage              | 1618                                 | Renaissance-Torbogen mit Nebenpforte, bezeichnet 1618 | Fotos hochladen                |
| Torbogen                    | Theresienstraße, an Nr. 46 Lage              | 1599                                 | Renaissance-Torbogen mit Nebenpforte, bezeichnet 1599 (Bild) | weitere Bilder Fotos hochladen |
| Wohnhaus                    | Theresienstraße 51 Lage                      | Ende des 18. Jahrhunderts            | im Kern spätbarocker Walmdachbau, Ende des 18. Jahrhunderts, Umbau bezeichnet 1920 | weitere Bilder Fotos hochladen |
| Torbogen                    | Theresienstraße, an Nr. 55 Lage              | um 1600                              | Renaissance-Torbogen mit Nebenpforte, um 1600; der Scheitelstein des ursprünglichen Bogens trug eine Inschrift von 1590 | Fotos hochladen                |
| Wohnhaus                    | Theresienstraße 56 Lage                      | 1764                                 | barocker Walmdachbau, teilweise Fachwerk, Torbogen bezeichnet 1764 | Fotos hochladen                |
| Torbogen                    | Theresienstraße, an Nr. 59 Lage              | 1614                                 | Renaissance-Torbogen, bezeichnet 1614 (Bild) | weitere Bilder Fotos hochladen |
| Wohnhaus                    | Theresienstraße 68 Lage                      | zweite Hälfte des 18. Jahrhunderts   | spätbarocker Walmdachbau, zweite Hälfte des 18. Jahrhunderts | Fotos hochladen                |
| Wohnhaus                    | Theresienstraße 71 Lage                      | zweite Hälfte des 18. Jahrhunderts   | barocker Mansarddachbau über Hochkeller, zweite Hälfte des 18. Jahrhunderts | Fotos hochladen                |
| Hofanlage                   | Theresienstraße 74 Lage                      | um 1600                              | Dreiseithof; eingeschossiger Mansarddachbau über Hochkeller, 18. oder Anfang des 19. Jahrhunderts, im Kern um 1600, Renaissancetorbogen mit Nebenpforte, um 1600, bezeichnet 1715 | Fotos hochladen                |
| Wohnhaus                    | Theresienstraße 79 Lage                      | 18. Jahrhundert                      | eingeschossiges barockes Fachwerkhaus, teilweise massiv, 18. Jahrhundert; Torbogen bezeichnet 1688 | Fotos hochladen                |
| Torbogen                    | Theresienstraße, an Nr. 82 Lage              | 1591                                 | Renaissance-Torbogen, bezeichnet 1591 | Fotos hochladen                |
| Torbogen                    | Theresienstraße, an Nr. 86 Lage              | 150[x]                               | Renaissance-Torbogen mit Nebenpforte, bezeichnet 1509 (Bild) | weitere Bilder Fotos hochladen |
| Wohnhaus                    | Theresienstraße 87 Lage                      | 1579                                 | ehemaliges Winzerhaus, 1579 | Fotos hochladen                |
| Torbogen                    | Theresienstraße, an Nr. 88 Lage              | 1616                                 | Torbogen, bezeichnet 1616 | Fotos hochladen                |
| Hofanlage                   | Theresienstraße 96 Lage                      | 18. Jahrhundert                      | Hofanlage, 18. Jahrhundert; Walmdachbau, teilweise Fachwerk (Bild), Krüppelwalmdach-Scheune | weitere Bilder Fotos hochladen |
| Torbogen                    | Theresienstraße, an Nr. 97 Lage              | 1560                                 | Torbogen, bezeichnet 1560; nach Abbruch 2017 originalgetreu wiederhergestellt | weitere Bilder Fotos hochladen |
| Wohnhaus                    | Theresienstraße 99 Lage                      | 1743                                 | eingeschossiges barockes Fachwerkhaus, teilweise massiv, bezeichnet 1743 | Fotos hochladen                |
| Wohnhaus                    | Theresienstraße 104 Lage                     |                                      | im Wesentlichen barocker Walmdachbau, teilweise Fachwerk; Renaissance-Torbogen, um 1600 | Fotos hochladen                |
| Hofanlage                   | Theresienstraße 108 Lage                     | ersten Hälfte des 19. Jahrhunderts   | Hakenhof, eingeschossiges Wohnhaus, Torbogen bezeichnet 1561 (Bild), heutiges Erscheinungsbild aus der ersten Hälfte oder der Mitte des 19. Jahrhunderts | weitere Bilder Fotos hochladen |
| Gedenktafel                 | Theresienstraße, gegenüber Nr. 114 Lage      | 1880                                 | Gedenktafel, Gusseisen, bezeichnet 1880 | Fotos hochladen                |
| Hofanlage                   | Weinstraße 2 Lage                            | erste Hälfte des 19. Jahrhunderts    | klassizistischer Dreiseithof, erste Hälfte des 19. Jahrhunderts | Fotos hochladen                |
| Wohnhaus                    | Weinstraße 9 Lage                            | 1594                                 | Fachwerkhaus, teilweise massiv, Torbogen bezeichnet 1594 (Bild) | weitere Bilder Fotos hochladen |
| Gasthaus                    | Weinstraße 10 Lage                           | 1578                                 | Gasthaus Adler; Hofanlage, bezeichnet 1578, 1618 und 1805; Walmdachbau, im Wesentlichen klassizistisch; zugehörig großer Saalbau, bezeichnet 1906 | Fotos hochladen                |
| Pforte                      | Weinstraße, an Nr. 14 Lage                   |                                      | Renaissance-Hofpforte, darüber Pinienzapfen | Fotos hochladen                |
| Wohnhaus                    | Weinstraße 15 Lage                           | um 1600                              | Wohnhaus mit Fachwerkgiebeln, im Kern um 1600 | Fotos hochladen                |
| Torbogen                    | Weinstraße, an Nr. 17 Lage                   | 1567                                 | skulptierter Renaissance-Torbogen, bezeichnet 1567 | Fotos hochladen                |
| Kriegerdenkmal              | Weinstraße, bei Nr. 17 Lage                  | 1920er Jahre                         | Kriegerdenkmal 1914/18; reliefierter/skulptierter neuklassizistischer Pfeiler, 1920er Jahre | Fotos hochladen                |
| Rathaus                     | Weinstraße 19 Lage                           | 1606                                 | Renaissancebau mit Arkaden, bezeichnet 1606 und 1777: Neubau des spätbarocken Obergeschosses, Walmdach | Fotos hochladen                |
| Kelterhaus                  | Weinstraße 20 Lage                           | 1745                                 | Kelterhaus, barock, bezeichnet 1745 (Bild) | weitere Bilder Fotos hochladen |
| Torbogen                    | Weinstraße, an Nr. 22 Lage                   | 18. Jahrhundert                      | barocker Torbogen, 18. Jahrhundert | Fotos hochladen                |
| Hofanlage                   | Weinstraße 25 Lage                           | 17. Jahrhundert                      | Hakenhof; barockes Fachwerkhaus, teilweise massiv, im Kern wohl aus dem 17. Jahrhundert, Torbogen mit Nebenpforte, bezeichnet 1661 (?) | Fotos hochladen                |
| Hofanlage                   | Weinstraße 27 Lage                           | 1807                                 | Hofanlage; Walmdachbau, bezeichnet 1807 | Fotos hochladen                |
| Wohnhaus                    | Weinstraße 30 Lage                           | 1614                                 | Wohnhaus mit Krüppelwalmdach, im Kern von 1614, im 18. Jahrhundert barock überformt; polygonaler Treppenturm mit Fachwerkaufsatz (Bild); zugesetztes Renaissanceportal zum Hof, bezeichnet 1581, dort ehemaliger Ofenstein, bezeichnet 1743; in der Hofmauer ehemaliger Torbogenschlussstein, bezeichnet 1699                                                                                      | weitere Bilder Fotos hochladen |
| Torbogen                    | Weinstraße, an Nr. 31 Lage                   | 1582                                 | Renaissance-Torbogen, bezeichnet 1582 | Fotos hochladen                |
| Wohnhaus                    | Weinstraße 32 Lage                           | 18. Jahrhundert                      | barocker Mansardwalmdachbau, 18. Jahrhundert, Torbogen | Fotos hochladen                |
| Eichhaus                    | Weinstraße 36 Lage                           | 16. oder 17. Jahrhundert             | ehemaliges Eichhaus; Walmdachbau mit Fachwerk und Torbogen, 16. oder 17. Jahrhundert, 1724 erweitert | BW                             |
| Durlacher Hof               | Weinstraße 44 Lage                           | 17. oder 18. Jahrhundert             | barocke Anlage mit stattlichem abknickendem Hauptgebäude, 17. oder 18. Jahrhundert; Haustür, bezeichnet 1768; Torbogen, bezeichnet 1769 | Fotos hochladen                |
| Torbogen                    | Weinstraße, an Nr. 46 Lage                   | 1722                                 | barocker Torbogen, bezeichnet 1722 | Fotos hochladen                |
| Torbogen                    | Weinstraße, an Nr. 47 Lage                   | 1579                                 | Renaissance-Torbogen, bezeichnet 1579 | Fotos hochladen                |
| Hofanlage                   | Weinstraße 48 Lage                           | 18. Jahrhundert                      | barocke Hofanlage, 18. Jahrhundert; stattlicher Putzbau, Kniestock wohl um 1850 | Fotos hochladen                |
| Torbogen                    | Weinstraße, an Nr. 49 Lage                   | 1619                                 | Renaissance-Torbogen, bezeichnet 1619 | Fotos hochladen                |
| Hofanlage                   | Weinstraße 53 Lage                           | 17. bis 19. Jahrhundert              | Hofanlage, 17. bis 19. Jahrhundert; barocker Mansardwalmdachbau, bezeichnet 1726; eingeschossiges Nebengebäude, Mansarddach, Renaissance-Torbogen mit Nebenpforte (Bild), bezeichnet 1607 | weitere Bilder Fotos hochladen |
| Hofanlage                   | Weinstraße 54 Lage                           | 18. Jahrhundert                      | barocke Hofanlage; Walmdachbauten, 18. Jahrhundert | Fotos hochladen                |
| Torbogen                    | Weinstraße, an Nr. 59 Lage                   | 1593                                 | Renaissance-Torbogen mit Nebenpforte, bezeichnet 1593 (Bild) | weitere Bilder Fotos hochladen |
| Badischer Amtshof           | Weinstraße 60 Lage                           | 16. bis 18. Jahrhundert              | ehemaliger badischer Amtshof mit alter Kanzlei, 16. bis 18. Jahrhundert; barocker Walmdachbau, Renaissance-Torbogen mit Nebenpforte (Bild), bezeichnet 1589, langgestrecktes Nebengebäude mit Hochkeller | weitere Bilder Fotos hochladen |
| Villa Harteneck             | Weinstraße 64 Lage                           | um 1880                              | abgewinkelter gründerzeitlicher Walmdachbau, um 1880 | Fotos hochladen                |
| Torbogen                    | Weinstraße, an Nr. 66 Lage                   | 1732                                 | barocker Torbogen mit Nebenpforte, bezeichnet 1732 | Fotos hochladen                |
| Torbogen                    | Weinstraße, an Nr. 69 Lage                   | 18. Jahrhundert                      | Torbogen, 18. Jahrhundert | Fotos hochladen                |
| Badisches Amtshaus          | Weinstraße 71 Lage                           | 1676                                 | ehemaliges badisches Amtshaus; Wohnhaus unter Walmdach, im Kern vermutlich aus dem 16. oder 17. Jahrhundert; im Erdgeschoss sorgfältiges Quaderwerk, dort Neidkopf; Obergeschoss mit Fachwerkteilen; Torbogen bezeichnet „16 SH 76 (Hirsch)“ (Bild) mit Bauinschrift: „MAN ZALET 1676 / DA DER BAU ANGEFANG / EN WAR DA KOSTIF (!) / DER WEIN 40 GVLDE / VND WEIN VND DAS / M. KORN WARTS 5 BATZE“ | weitere Bilder Fotos hochladen |
| Torbogen                    | Weinstraße, an Nr. 81 Lage                   | um 1600                              | Renaissance-Torbogen mit Nebenpforte, um 1600 | Fotos hochladen                |
| Hofanlage                   | Weinstraße 85 Lage                           | 1818                                 | Hofanlage; Walmdachbau, bezeichnet 1818, Stall bezeichnet 1601, Renaissance-Torbogen mit Nebenpforte bezeichnet 1578 (Bild) | weitere Bilder Fotos hochladen |
| Schlössel                   | Weinstraße 87 Lage                           | 1780                                 | klassizistische Dreiflügelanlage, Walmdächer, 1780, Architekt Xaver Gavillet; an einem Nebengebäude Wappenstein, bezeichnet 1613 | Fotos hochladen                |
| Wohnhaus                    | Weyherer Straße 2 Lage                       | 1730                                 | barockes Fachwerkhaus, teilweise massiv, Walmdach, bezeichnet 1730 | Fotos hochladen                |
| Torbogen                    | Weyherer Straße, an Nr. 3 Lage               | 1601                                 | Renaissance-Torbogen, bezeichnet 1601 | Fotos hochladen                |
| Hofanlage                   | Weyherer Straße 6 Lage                       | 17. Jahrhundert                      | Hofanlage; Fachwerkhaus verputzt, wohl aus dem 17. Jahrhundert; reicher Renaissance-Torbogen mit Nebenpforte, bezeichnet 1591 (Bild) | weitere Bilder Fotos hochladen |
| Kilometerstein              | östlich des Ortes an der L 512 Lage          | zweite Hälfte des 19. Jahrhunderts   | Sandsteinkegel, zweite Hälfte des 19. Jahrhunderts | Fotos hochladen                |
| Ludwigsturm                 | westlich des Ortes auf dem Blättersberg Lage | 1889                                 | Aussichtsturm, Rotsandstein, 1889 | weitere Bilder Fotos hochladen |